# Mesothelae
Los mesotelos (Mesothelae) son un suborden de arañas (orden Araneae) que incluye a las familias extintas Arthrolycosidae y Arthromygalidae, y una única familia viviente, los Liphistiidae. 
La familia actual está caracterizada por el estrecho esternón en el lado ventral del prosoma. Varios caracteres plesiomórficos son útiles en el reconocimiento de estas arañas: tienen placas en el lado dorsal y la  posición casi mediana de las hileras en la zona ventral del opistosoma. Aunque anteriormente se pensaba que no tenían glándulas de veneno, se ha descubierto que sí las tienen. Todas las arañas de este suborden tienen cuatro pares de hileras. Al igual que las arañas del suborden Mygalomorphae, tienen dos pares de pulmones.